# Kandor
Kandor (comúnmente conocida como la Ciudad Botella de Kandor) es una ciudad ficticia que se salvó del mundo condenado de Krypton en los títulos de Superman de DC Comics. Antes de que Krypton explotara, la ciudad futurista fue capturada por el supervillano Brainiac, miniaturizada por su rayo menguante y colocada dentro de una campana de cristal. Al derrotar a Brainiac y tomar posesión del frasco, Superman lleva a la ciudad a su escondite en el Ártico, la Fortaleza de la Soledad, y pasa muchos años intentando restaurarla a su tamaño normal.

## Historia

### Edad de Plata
Kandor fue una vez la capital de Krypton, hasta que fue miniaturizado y secuestrado por el supervillano Brainiac, varios años antes de destruirse el planeta. Superman lo descubrió cuando Brainiac vino a la tierra, décadas después, para secuestrar más ciudades (Action Comics #242, julio de 1958) y la recuperó, guardándola en su Fortaleza de la Soledad, mientras buscaba una manera de que recuperara su tamaño original. Los kandorianos, en agradecimiento, respetaron y honraron al héroe, haciéndole partícipe incluso de los asuntos del gobierno, y proporcionando ayuda cuando la necesitara.
En 1960, Otto Binder y Curt Swan presentaron el Escuadrón de Emergencia de Superman, un grupo de voluntarios kandorianos que se parecen a Superman y, ocasionalmente, salen del frasco para ayudarlo en momentos de problemas, como en la historia "The Mystery of the Tiny Supermen!".Utilizan un proceso científico especial para agrandarse al tamaño de muñecas, y cuando salen del frasco, obtienen poderes similares a los de Superman. En una crisis, el enjambre se dirige a ayudar.
Con el tiempo (Superman #338, agosto de 1979), Superman fue capaz de devolverles a su tamaño original y se establecieron en otro planeta que giraba en torno a un sol rojo. Decidieron llamar su nuevo mundo Rokyn, que en su lengua significa "Regalo de Dios" (Rokyn fue descubierta en el siglo 30 según Adventure Comics #356, mayo de 1967).
Superman se construyó una pequeña ciudad en miniatura como recuerdo. Se sorprendió cuando miles de diminutos alienígenas, escapando de la destrucción de su planeta, se alojaron en esa ciudad que se hizo Superman (Superman #371, agosto de 1982). Cuando les dijo que la ciudad original se llamaba Kandor, ellos decidieron mantener ese mismo nombre. Como prueba, Superman restauró a dos habitantes de Nueva Kandor a tamaño humano para que fueran introducidos a la vida en La Tierra, pero descubrió una reacción peligrosa de los habitantes con la atmósfera de la Tierra, convirtiéndoles en bestias destructoras sin control que le costó atrapar. Así que decidió mantenerlos en su pequeña ciudad hasta que pudiera corregir este "pequeño" problema.

### Tierra-2
En Showcase #97, Kara Zor-L (super Girl) creció en Kandor, como mostraba uno de sus sueños. Esta versión de Kandor nunca fue miniaturizada, por lo que fue destruida cuando explotó Kryptón. Una copia virtual de la ciudad fue creada por el padre de Kara, Zor-L, e instalada en la nave que construyó. La nave transportó a Kara en un viaje que duró décadas, donde experimentó aproximadamente 20 años de su vida en este mundo holográfico. Esta versión de Kandor proveía de copias de los padres de Kara y varios kriptonianos con los que interactuó durante las distintas etapas de su vida. Al llegar a la tierra, Kara fue desconectada del dispositivo que la mantenía en este mundo virtual, pero la ciudad había obtenido el poder de poder reclamarla. Kara volvió al mundo virtual de los kandorianos por un periodo corto de tiempo, aunque pasaron varios años virtuales en la máquina, en los que se casó y tuvo un niño. Fue pronto liberada con la ayuda de un reportero llamado Andrew Vinson. Kara finalmente destruyó la nave.

### Últimos Días de Kryptón[5]
En Últimos Días de Kryptón, Kandor es la capital de Kryptón, hogar del Consejo y del Templo de Rao. La ciudad fue asediada por una Construcción de Mente Interactiva, posteriormente bautizada por el General Zod como Brainiac. Brainiac admiraba la belleza y la arquitectura de Kandor y quiso preservar la ciudad de la destrucción, el desastre de Kryptón, así como ocurrió en su planeta natal Colu. El General Zod permitió el secuestro de Kandor por parte de Brainiac, alegando que le pertenecía así como era dueño de todo Kryptón. La nave de Brainiac lanzó tres rayos atravesando la corteza de la tierra que rodeaba Kandor, y literalmente levantó la ciudad de la superficie de Kryptón. Un campo de fuerza se erigió alrededor de la ciudad, y miniaturizó la ciudad y a sus habitantes. Brainiac se marchó sin causar más destrucción al planeta.

### Kandor en la actualidad

#### Post-Man of Steel[6]/Crisis on Infinite Earths[7]
La versión Post-Crisis de la ciudad embotellada era algo distinta, siendo creada por un brujo alienígena llamado Tolos, quien atrapó representantes de varias razas (incluyendo al tío de Valor) para poseer sus cuerpos. La ciudad no es literalmente reducida, sino que existe en un espacio extradimensional, ocasionalmente conectada a la Zona Fantasma. Superman aún no ha conseguido arreglarla.

#### Post-Superman: Birthright[8]
Esta miniserie reintegró varios de los elementos del Superman de la Edad de Plata de los cómics, uno de los cuales era Kandor. Después de finalizarse la miniserie se mostró en Superman (Vol. 2) #200. Superman fue arrojado fuera del tiempo y vio las dos versiones de sus orígenes: Man of Steel y Birthright. Al adentrarse en Birthright sufrió de una pérdida temporal de memoria. Más tarde re-descubrió/recordó la nueva historia:
- La ciudad fue miniaturizada y guardada en la Fortaleza de la Soledad.
- Al ser reducido dentro de Kandor, Superman pierde sus poderes a causa del Sol Rojo de Kryptón artificial creado para la miniciudad.
- La ciudad es de nuevo de Kryptón (pero habitado tanto por alienígenas no kriptonianos como por los nativos kriptonianos).
- Los ciudadanos culpan a Brainiac del secuestro de la ciudad y no al brujo Tolos.
- No se explica como fue que Tolos tenía la ciudad embotellada en su poder. Posteriormente Geoff Johns confirmó que Brainiac tuvo un enfrentamiento con Tolos y que este último logró apoderarse de una de las ciudades embotelladas de su colección.
- Aparentemente han pasado cien años en la ciudad (mientras que para el mundo fuera el tiempo ha transcurrido normalmente). Por esto, Superman (o la idea de él) ha crecido hasta el nivel de un dios y es adorado en Kandor.

#### 52
En Semana Treinta y Dos de la serie 52, Rip Hunter y Supernova utilizan Kandor para esconderse. Usan la tecnología de la ciudad, además de otras piezas de supertecnología, para encontrar una manera de arreglar la línea del tiempo antes de que el villano Skeets les encuentre. Parece ser que Kandor se encuentra en los sub-sótanos de la Fortaleza de la Soledad, ahora destruida.
Skeet aparece y golpea el cristal de la botella, aterrando a los residentes y destruyendo muchas ciudades. En un intento por atrapar a sus dos adversarios, Skeets empuja la botella de su plataforma, pero Supernova sale de ella y vuelve a su tamaño original justo a tiempo para salvar la ciudad.

#### One Year Later
Kandor volvió a aparecer después de las miniseries de 2005-2006 Infinite Crisis con Power Girl y Supergirl tomando temporalmente los puestos de los vigilantes kryptonianos Nightwing y Flamebird. Una comprensión completa de la naturaleza de la Post-Infinite Crisis world de DC Comics no ha sido aún revelada, pero parece ser que muchos aspectos de la continuidad de la Edad de Plata han sido restituidos a la línea argumental, incluyendo la implicación de Brainiac en la reducción de la ciudad y la futura restauración a su tamaño original así como su reconstrucción como planeta kryptoniano, aunque el futuro en el cual esto sucede ha sido revelado como una realidad alternativa.
La ciudad de Kandor está ahora gobernada, aparentemente, por Ultraman, dominada mentalmente por Saturn Queen dentro de un despotismo racista hacia las especies extraterrestres, reclamando la identidad de Kal-El para sí mismo siendo éste centro de una religión construida a partir de su figura. Los alienígenas de la ciudad son una minoría reprimida sujeta al arresto o ejecución por mero capricho. Ultraman no trata a su gente mucho mejor: asesina a muchos porque, inadvertidamente, han conseguido información política de carácter sensible.
Kandor es mostrada como una ciudad con muchos elementos terráqueos como por ejemplo salones de tatuaje, callejones, atracadores callejeros comunes o salas de cine.
Las quejas de otra ciudad kryptoniana, Argo City, fueron también descubiertas cuando Supergirl sugirió que la ciudad todavía podía existir. Tras poner al descubierto a Saturn Queen, Supergirl y Power Girl regresan de algún modo a la Tierra. En el destino final de Kandor, todavía sin desvelar, Power Girl culpa Supergirl por haber comprometido su misión a cambio de información sobre Argo City.
En algún momento entre los sucesos de One Year Later y 31st century of the Legion of Super-Heroes, Kandor fue llevada a su tamaño original y puesta en la nueva versión de Rokyn, un mundo solitario que desincentiva el contacto con alienígenas y extranjeros.
En Action Comics #846, se desvela que en la continuidad de la Nueva Tierra, Jax-Ur desapareció en la Zona Fantasma después de destruir la luna de Krypton, incluyendo la colonia lunar de Kandor. Ello denota que el destino de Kandor no fue conocido nunca por los kryptonianos.
En Action Comics Annual #10, Kandor aparece en una página detallando la Fortaleza de Soledad, aunque lo describe como si hubiera sido inspirada por la ciudad kryptoniana y no por la original Kandor.
En Superman #670, se dice que la ciudad embotellada que está en la Fortaleza, y que contiene varias razas de aliens, no era la auténtica ciudad kryptoniana de Kandor después de todo. Se dijo que esta ciudad embotellada existía en otra dimensión, siendo la botella un simple enlace entre ambas dimensiones. Ésta fue destruida, eliminando esa conexión entre la Tierra y el falso Kandor.
El auténtico Kandor resulta estar en manos de Brainiac. En The post-Infinite Crisis, Kandor se diferencia de su versión plateada ya que toma la cobertura y otros aspectos de ambas: la Edad de Plata y la Edad Moderna de Krypton.
Lex Luthor dice que la verdadera Kandor fue tan respetada a lo largo del universo que inspiró a otros planetas a llamar Kandor a sus ciudades también, explicando porqué Superman ha encontrado muchas ciudades diferentes bajo ese nombre.

### Nuevo Krypton
En el número 866 de Action Comics, una vertiente de la historia comienza a centrarse en el verdadero Brainiac, quien no ha abandonado su nave en siglos (las veces que Superman se había enfrentado a él habían sido únicamente manifestaciones de su programación) y se muestra como el verdadero Brainiac en realidad si embotelló la ciudad de Kandor y la mantiene consigo todo el tiempo. En el número 867 de Action Comics, Supergirl cuenta a Superman como centró Brainiac la atención a Krypton después de que Jax-Ur destruyera la colonia lunar de Kandor. Brainiac llegó meses antes de que Supergirl dejara Krypton y robó la ciudad de Kandor. Supergirl describe la ciudad como "la única y verdadera Kandor" constatando que la Kandor anterior que desapareció en el número 670 de Superman sigue en continuidad.
Después de que Superman luchara y venciera al verdadero Brainiac, coge la botella de Kandor. Pero, sin el control de Brainiac, el campo en el que se encuentra la ciudad se vuelve inestable. Superman corre al Polo Norte y deja la Botella de Kandor sobre el helado suelo, y mira con alegría como se expande a su tamaño original, liberando a los habitantes de Kandor incluyendo a su tío, Zor-El y tía, Alura, quienes fueron colocados dentro de la ciudad por Brainiac tras destruir la ciudad flotante de Argo City. Después de su liberación de la botella, los residentes kriptonianos de Kandor, vivieron bajo el sol amarillos de la Tierra, ganando los mismos poderes que Superman. Al correrse la voz de la liberación de los kandorianos algunos miembros de la Liga de la Justicia y de la Sociedad de la Justicia muestran su preocupación a Superman porque existan otros 100.000 como él volando por ahí con sus posibles consecuencias. El General Sam Lane llega al extremo de reclutar a Lex Luthor para ayudarle a combatir a esta "invasión" kriptoniana.
Después de que Zor-El fuera asesinado por los agentes de Luthor, Alura obtiene el liderazgo de Kandor. Estimulado por su recién descubierta odio por la humanidad y el creciente sentimiento anti-kriptoniano en la Tierra después de la muerte de varios policías, Kandor utiliza la tecnología de Brainiac para hacer crecer un planeta completamente nuevo en el sistema solar de la Tierra, en el lado opuesto del sol en la órbita de la Tierra, mientras que los super-kryptonianos literalmente levantan toda la ciudad y lo depositan en "Nuevo Krypton".

## Habitantes conocidos
Los habitantes de Kandor han variado en diferentes continuidades:

### Habitantes de Kandor de Tierra-Uno
- Ak-Var - un antiguo habitante de la Zona Fantasma que ahora opera como Flamebird.[13]
- Dev-Re -  un consejero científico que formó parte del establecimiento anterior de Kandor. Desde entonces se ha convertido en amigo de Superman.[14]
- Dik-Zee - el hermano gemelo de Van-Zee y primo hermano una vez separado de Superman y Supergirl que una vez se enamoró de Lois Lane.[15]
- Don-El - el hijo de Nim-El (hermano gemelo de Jor-El) y primo hermano de Superman y Supergirl. Es el jefe de policía de Kandor (Superman Annual #2).
- El Gar Kur - un criminal kandoriano que se hizo pasar por Jimmy Olsen.[16]
- Lesla-Lar - una científica kandoriana y enemiga de Supergirl.[17]
- Lili Van-Zee - la hija de Van-Zee y prima segunda de Superman y Supergirl.[18]
- Lyle-Zee - el hijo de Van-Zee, hermano de Lili Van-Zee y primo segundo de Superman y Supergirl.[18]
- Nor-Kann - un científico y fiscal que es un viejo amigo de Jor-El. Fue responsable de crear a Flamebird y Nightwing.[19]
- Shyla Kor-Onn -  científica kandoriana y ex reclusa de la Zona Fantasma.[20]
- Sylvia DeWitt - una mujer de la Tierra y rica heredera que se enamoró de Van-Zee después de que Lois Lane lo rechazara. Los dos tuvieron hijos llamados Lili Van-Zee y Lyle-Zee.[18]
- Van-Zee - el hermano gemelo de Dik-Zee y primo hermano una vez eliminado de Superman y Supergirl que operaba como Nightwing. Después de no poder ganarse el afecto de Lois Lane, Van-Zee se ganó el afecto de Sylvia DeWitt. Los dos se casaron y tienen hijos llamados Lili Van-Zee y Lyle-Zee.[18]
- Zora Vi-Lar - una kandoriana que operaba como Black Flame y antagonizaba a Supergirl.[21]

### Habitantes de Kandor de la Nueva Tierra
- Alura Zor-El - La madre de Kara Zor-El.
- Asha Del-Nar - Teniente kandoriana y ex escritora del Gremio de Artistas.[22]
- Dal Kir-Ta - un aspirante y miembro de la Guardia Militar que fue reclutado por Fer-Gor.[23]
- Fer-Gor - un comandante kandoriano del Gremio Militar.[24]
- General Zod -
- Jax-Ur -
- Jeq-Vay - aspirante de primera clase y miembro de la rama Red Shard del Gremio Militar.[18]
- Kal-El - Trabajó como comandante durante su tiempo en Kandor.
- Kara Zor-El -
- Non -
- Tyr-Van - Consejero del Gremio Laboral.[22]

### Habitantes de Kandor de Prima-Tierra
- Ak Var - [25]
- Dik-Zee - [25]
- El Gar Kur - [25]
- Lesla-Lar - [25]
- Lili Van-Zee - [25]
- Lily-Zee - [25]
- Sylvia DeWitt - [25]
- Van-Zee - [25]

## Otras versiones

### Superman: Hijo rojo
En la historia alternativa Superman: Hijo rojo, Superman aterriza como un niño en Ucrania y se convierte en un ciudadano soviético. En lugar de Kandor, Brainiac embotella Stalingrado. El fracaso de Superman para restaurar su tamaño le provoca graves problemas.

### Batman: The Dark Knight Strikes Again
El cómic de Frank Miller Batman: The Dark Knight Strikes Again originalmente publicado como serie limitada de tres números (noviembre de 2001 - julio de 2002) secuela de Batman: The Dark Knight Returns de DC comics. En él, Superman, es un títere de Lex Luthor quien sostiene la ciudad miniaturizada de Kandor como rehén (gracias a Brainiac). Empujado por su hija Lara y Batman, finalmente lucha contrá él y rompe su propia ley de nunca matar a nadie.

### All Star Superman
En el número 10 de All-Star Superman de Grant Morrison y Frank Quitely, la serie incluye elementos de la Edad de Plata de Superman: Kandor no fue restaurado. Cercano a la muerte por sobreexposiciones a la radiaciónsolar, Superman libera a Kandor de la botella en Marte, donde todos obtienen superpoderes, pero están lo suficientemente lejos de la Tierra para no ser ninguna amenaza para la humanidad, ni culturalmente afectados por ella. Los Cuerpos de Emergencia de Kandor, por el contrario, si viajan a la Tierra con Superman para luchar contra las enfermedades que afectan a niños en un hospital.

## Otros medios

### Televisión
- Una de las apariciones más significativas fuera de los cómics, fue un episodio de Super Amigos. Cuando un villano submarino planea hundir varios continentes para reinar sobre ellos mientras que Superman y Wonder Woman se encontraban fuera del planeta, los restantes Super Amigos solicitaron la ayuda de los kandorianos quienes pararon el malvado plan. Al igual que en los cómics, Kandor y sus habitantes fueron reducidos por Brainiac.

- Kandor es mencionada por Brainiac en Liga de la Justicia Ilimitada. Este no es el verdadero Brainiac, sino un simulacro creado como parte de un mundo imaginario para Superman, por un alienígena conocido como Black Mercy.

- En la 7ª temporada de la serie de televisión Smallville. La prima de Clark, Kara, identifica Kandor como su hogar en Krypton. En otro episodio, en un flashback que muestra a Kara siendo enviada a la tierra por su padre Zor-El, explica que no irá a la tierra con Kara porque debe quedarse a proteger Kandor. En la temporada 8, Kara escucha el rumor de que Kandor aun existe y deja Smallville para buscarlo. En el capítulo Injusticia de la temporada 8, Tess Mercer cuenta a Clark que el destino de toda una civilización depende de que él mate a Davis Bloome. Luego se ve a Tess conversando con un desconocido al cual dice que ha hecho todo lo que le habían pedido, y se refiere a sí misma como la salvadora de Kandor. En el episodio Kandor de la temporada 9, la destrucción de Kandor es mostrada en un flashback, con soldados bajo el mando del Mayor Zod defendiendo Kandor y dando muestras de sangre para ser clonados en el futuro. Es cuando se revela que los kriptonianos que vinieron a la tierra en la temporada 9, liderados por el Mayor Zod, son realmente clones.

- En el episodio Mensaje en una botella de la serie Legión de Super-Héroes, Imperiex y su ejército invaden la Fortaleza de la Soledad y se reducen a sí mismos dentro de Kandor para obtener El Mensajero, un aparato cristalino originalmente construido para evitar la destrucción de Kandor. El conocimiento de quien metió a Kandor en una botella se dijo que se había perdido en la Crisis de las Tierras Infinitas, pero más tarde Brainiac 5 reveló que fue un ancestro suyo, el Brainiac original (o Brainiac 1.0). Accediendo a una zona de su memoria que contenía el conocimiento de Brainiac 1.0, Brainiac 5 descubre la forma de reconstituir Krypton con El Mensajero, y devolver a Kandor a su tamaño original de vuelta a Krypton.

- En el capítulo The Cooper-Hofstadter Polarization de The Big Bang Theory, Leonard Hofstadter tiene una maqueta de la ciudad de Kandor en una botella guardado en su armario.[26]

- Kandor aparece en el episodio de Justice League Action, "Plastic Man Save the World". Se muestra en la nave de Brainiac hasta que la Liga de la Justicia lo reclama. En el episodio "Battle for the Bottled City", Superman explora Kandor mientras Cyborg y Atom trabajan para evitar que Brainiac recupere Kandor.

- Kandor es el escenario de varios episodios en Krypton y es la ciudad natal del protagonista, el abuelo de Superman. Aquí, los viajeros en el tiempo revelan que fue la eliminación de Kandor por parte de Brainiac lo que desestabilizó a Krypton y causó su eventual destrucción. Los intentos de Brainiac de encoger y secuestrar a Kandor se ven frustrados como resultado del viaje en el tiempo. Si alguna vez hizo o no un segundo intento exitoso quedó sin resolver cuando se canceló la serie.

- Kandor aparece en el episodio de Batman: The Brave and the Bold, "Battle of the Superheroes!". Bajo los efectos de la kryptonita roja, Superman se vuelve malvado y en un momento ataca a Kandor, provocando un terremoto y aterrorizando a sus residentes invisibles.

- Kandor aparece en Mis aventuras con Superman. Esta versión es una estación espacial que sirve como base del Imperio Kryptoniano además de ser todo lo que queda de Krypton antes de que finalmente sea destruido por Superman y Supergirl.

### Película
- Kandor hace un cameo en Superman vs. The Elite cuando The Elite visita la Fortaleza de la Soledad. Manchester Black camina hacia la ciudad embotellada (donde las personas diminutas parecen estar volando) y golpea el vidrio.
- Kandor también aparece en la Fortaleza de la Soledad de Superman en la película animada Superman: Doomsday.
- Kandor aparece en All-Star Superman. Cuando Superman se estaba muriendo, llevó a Kandor a otro planeta y lo amplió para que los kandorianos pudieran prosperar allí.
- Kandor aparece en la película Superman: Unbound.  Esta versión está inicialmente en manos de Brainiac, quien vigila de cerca y atiende a sus habitantes, antes de que Superman rescate la ciudad, la lleve a un planeta deshabitado parecido a Krypton y lo agrande para que sus residentes puedan comenzar de nuevo.